# James Henigan

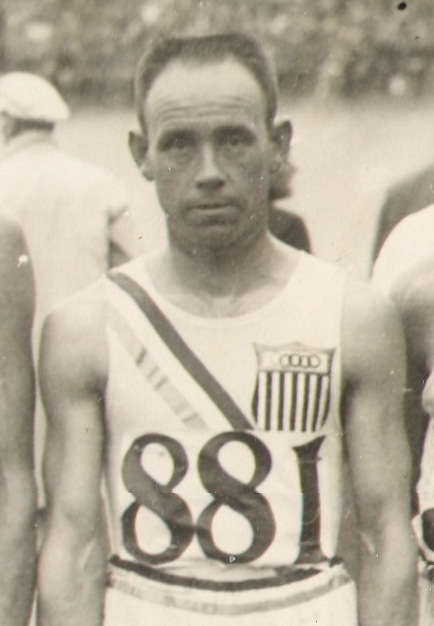
Henigan in 1928

James Henigan (James P. „Jimmy“ Henigan; * 25. April 1892 in Boston; † 27. Februar 1950 in Chesterfield, South Carolina) war ein US-amerikanischer Cross- und Marathonläufer.
1917 wurde er US-Meister im Crosslauf. Bei den Olympischen Spielen 1924 in Paris wurde er in derselben Disziplin Elfter. Obwohl er als Vierter des US-Teams ein Streichresultat ablieferte, wurde er wie der Rest der Mannschaft mit einer Silbermedaille geehrt.
1928 wurde er Zweiter beim Boston-Marathon und kam beim Marathon der Olympischen Spiele in Amsterdam auf den 39. Platz. Einem achten Platz in Boston 1930 folgte im Jahr darauf ein Sieg beim Boston-Marathon 1931. 1932 wurde er in seiner persönlichen Bestzeit von 2:34:32 h Zweiter beim Boston-Marathon, erreichte aber bei den Olympischen Spielen in Los Angeles nicht das Ziel.